# Argyrodiaptomus argentinus
Argyrodiaptomus argentinus is een eenoogkreeftjessoort uit de familie van de Diaptomidae. De wetenschappelijke naam van de soort is voor het eerst geldig gepubliceerd in 1938 door Wright S..